# 티파니 듀폰트
티파니 듀폰트(Tiffany Dupont, 1981년 3월 22일 ~ )는 미국의 배우이다.
콜로라도스프링스에서 태어났다.

## 출연 작품
- 브라이언 뱅크스 (2018년)
- 패스트트랙:무한 질주 (2014년)
- 하이젝트 (2012년) - 올리비아 역
- 클로징 타임 (2010년)
- 왕과 함께 한 하룻밤 - 에스더 이야기 (2006년) - 하닷사 에스더 역
- 책 속에 오르가즘이 있다 (2006년)
- 워크 앤 더 글로리 (2004년)

### 텔레비전
- 베드퍼드 다이어리 (2006, The Bedford Diaries)
- 그릭 (2007-11)
- 빅뱅 이론 (2011) - 앤절라 역
- 머더 인 더 퍼스트 (2016)